# Dorsum Heim
Dorsum Heim – grzbiet na powierzchni Księżyca o długości około 148 km. Znajduje się na współrzędnych selenograficznych ☾ 32,0°N 29,8°W/32,000000 -29,800000. Dorsum Heim znajduje się na obszarze Mare Imbrium.
Nazwa grzbietu została nadana w 1976 roku przez Międzynarodową Unię Astronomiczną i pochodzi od Alberta Heima (1849-1937), szwajcarskiego geologa.